# امالریک نسله

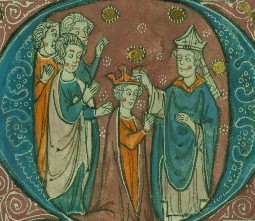
تاج‌گذاری بالدوین چهارم توسط امالریک نسله

امالریک نسله (انگلیسی: Amalric of Nesle؛ (م. ۱۱۸۰))، کشیش‌ فرانسوی از نسله از پیکاردی بود. وی رئیس کلیسای مقبره مقدس از سال ۱۱۵۱ بود. همچنین وی پاتریارک لاتین اورشلیم از سال ۱۱۵۸ تا ۱۱۸۱ میلادی بود. وی سرانجام در ۶ اکتبر ۱۱۸۰ در پادشاهی اورشلیم درگذشت.